# Bitburger Brauerei

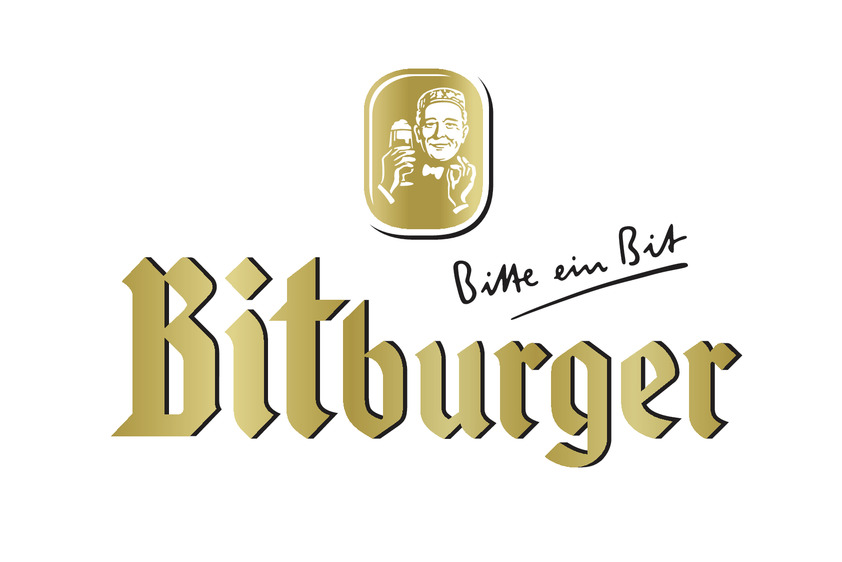
Bitburger-Logo mit Werbeslogan „Bitte ein Bit“

Die Bitburger Brauerei (ehemals Simonbräu) ist eine in Bitburg (Südeifel) ansässige Brauerei, die zur Bitburger Braugruppe gehört. Das Unternehmen wurde 1817 von Johann Peter Wallenborn gegründet und ist ein familiengeführtes Privatunternehmen. Bitburger zählt zu den bekanntesten Brauereien und Biermarken Deutschlands.

## Geschichte

### Die Anfangszeit der Brauerei (1817–1883)
1817 errichtete der gelernte Braumeister Johann Peter Wallenborn eine Brauerei. Nach dessen Tod 1839 übernahm zunächst seine Witwe Anna Katharina die Hausbrauerei. Als ihre Tochter Elisabeth 1842 Ludwig Bertrand Simon heiratete, übernahm dieser fortan die Leitung der Brauerei und gründete im Stammhaus den Brauerei-Ausschank „Zum Simonbräu“.
1876 startete Theobald Simon, Sohn von Ludwig Bertrand Simon, erstmals sein Versandgeschäft, wodurch Kunden ihr Bier nicht mehr abholen mussten. Das Fassbier wurde fortan mittels Pferdefuhrwerken zu den Gasthäusern der Umgebung geliefert. 1877 betrug der Jahresausstoß der Brauerei zudem zum ersten Mal mehr als 1.000 Hektoliter. 1879 wurde die „Kunstkellerei“ fertiggestellt, in der das Bier das ganze Jahr über mit Natureis gekühlt werden konnte. Das Vertriebsgebiet erweiterte sich mit der ersten Eisenbahnstrecke in der Region, die zwischen Trier und Köln eröffnet wurde. Da es damals möglich war, untergäriges Bier zu brauen, wurde die Herstellung des obergärigen Bieres eingestellt, da dieses eine schlechte Transport-Haltbarkeit aufwies. 1880 wurde das Bitburger Bier erstmals auch in Flaschen abgefüllt und mit Korken verschlossen. Diese kleineren Flaschen eröffneten dem Betrieb neue Vertriebswege. Die Distribution wurde an zahlreiche selbstständige Vertreter abgegeben – die heutigen Getränkegroßfachhändler. 1893 fand in Chicago die Weltausstellung statt, bei der Bitburger ebenfalls vertreten war. Die Brauerei stellte 1883 erstmals ein Bier nach Pilsener Brauart her.

### Entwicklung in Vor- und Nachkriegszeiten (1884–1949)

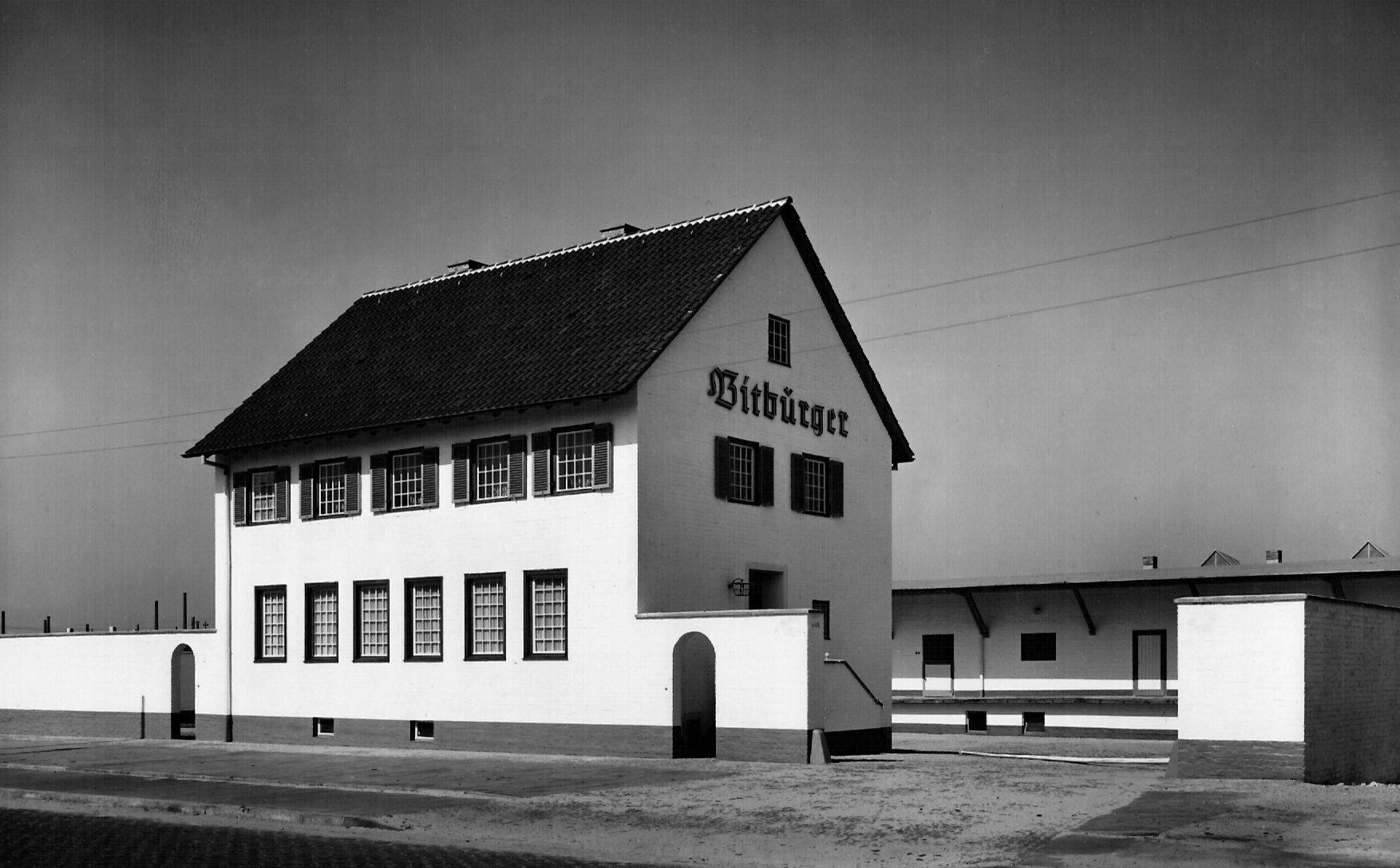
Ein Bierlager von Bitburger in Bahnhofsnähe (Köln 1938)

1907 wurden Theobald Simons Söhne Josef und Bertrand zu Teilhabern der Brauerei. Zwei Jahre später wurde zudem der erste Tiefbrunnen auf dem Gelände der Bitburger Brauerei in Betrieb genommen – seit diesem Zeitpunkt wird das zum Brauen benötigte Wasser aus der unter der Stadt liegenden „Triasmulde“ gewonnen. Als 1910 die Bahnstrecke zwischen Erdorf und Bitburg eröffnete, konnte die Brauerei ihren Vertrieb ausweiten. 1914 wurde der erste Lastwagen angeschafft.
Ein Urteil des Reichsgerichts 1913 erlaubte es der Brauerei, das Pils unter der Bezeichnung „Original-Simonbräu-Deutsch-Pilsener“ anzubieten. Brauereien aus Pilsen hatten geklagt, da sie in der Bezeichnung Pils eine Herkunftsbezeichnung sahen. Durch das Urteil des damaligen Reichsgerichts wurde der Begriff Pils in Deutschland als Sortenbezeichnung zulässig. Erst 1919 konnte die Brauerei seit Ausbruch des Ersten Weltkriegs wieder ein vollwertiges Pilsener nach bekanntem Rezept brauen und die Produktion wieder aufnehmen. 1921 wurde ein Brauerei-Labor eingerichtet, das das Bier auf Qualität und seine Haltbarkeit prüfte. Theobald Simon wurden am 11. Mai 1922 die Ehrenbürgerrechte der Stadt Bitburg verliehen. Um die Klärung des Bieres weiter zu verbessern, entwickelte Bertrand Simon 1928 den sogenannten „Simon-Späner“, mit dem das reifende Bier mithilfe von Metallspänen geklärt wurde.
Der erste Bierdeckel von Bitburger wurde in den 1920er Jahren herausgebracht.
Mit Theobald Simon, Hanns Simon und Bert Simon, den drei Söhnen von Bertrand Simon, übernahm 1935 schließlich die fünfte Generation den Familienbetrieb. 1938 wurde die Absatzmarke von 100.000 Hektoliter erreicht. Während des Zweiten Weltkrieges wurden große Teile Bitburgs und der Brauerei, vor allem im Jahr 1944, zerstört. 1945 konnte nach Reparatur der Kühlanlage der erste Sud Dünnbier angesetzt werden. Vier Jahre später wurden die Flaschen erstmals mit einem Kronkorken verschlossen.

### Die Wachstumsphase (1950–1999)

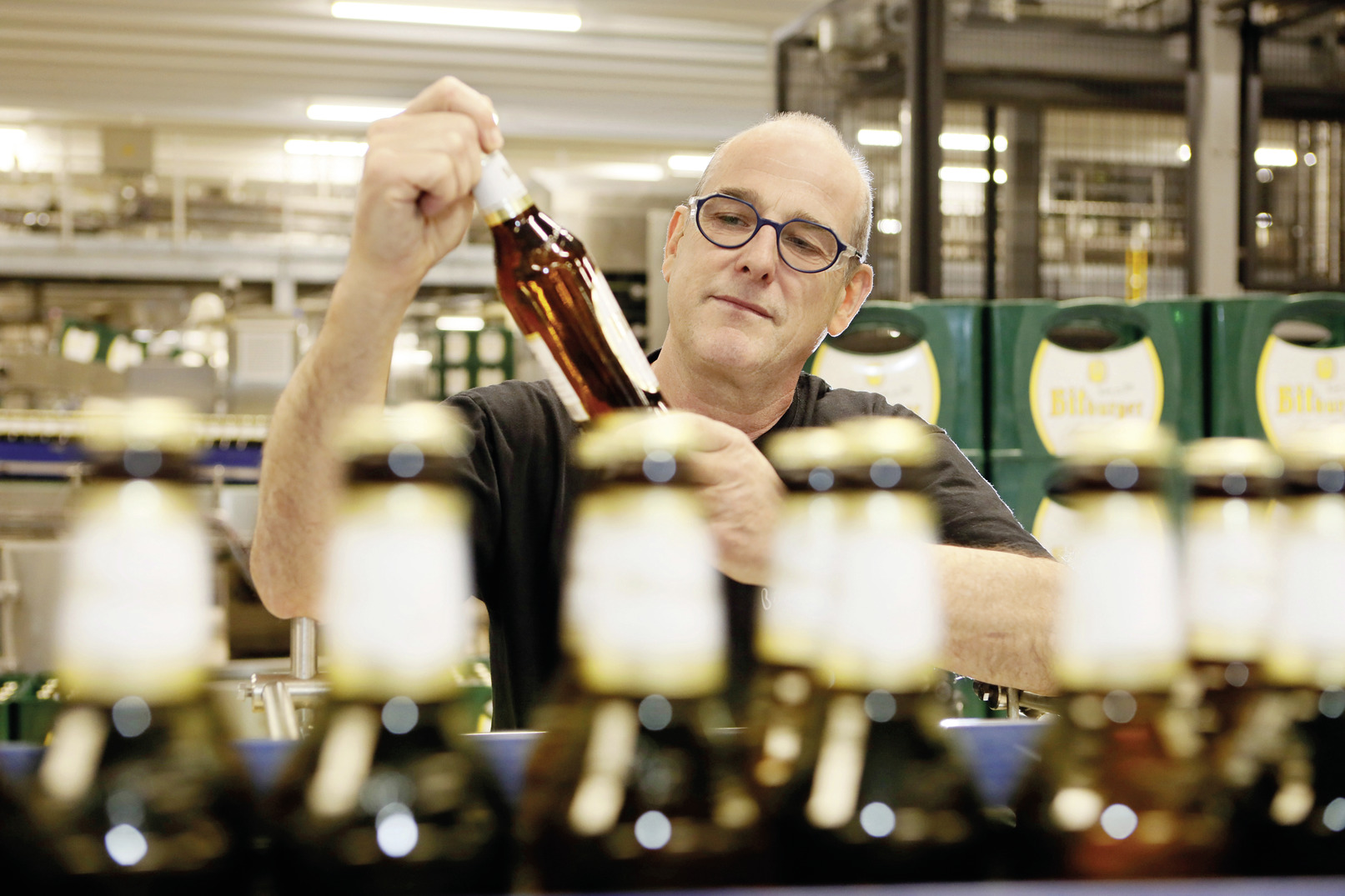
Abfüllung Bitburger Brauerei

Es folgte zu Beginn der 1950er Jahre die Einführung der bekannten 0,33-Liter Steinie-Mehrwegflasche. 2002 ließ die Bitburger Braugruppe den Begriff STUBBI für die Flaschenform-Bezeichnung als Wortmarke eintragen. 1951 präsentierte Bitburger erstmals den Werbe-Slogan „Bitte ein Bit“. 1958 wurde ein neues Sudhaus errichtet – am gleichen Platz, wo Johann Peter Wallenborn 1817 seine Hausbrauerei gegründet hatte. Im Jubiläumsjahr 1967 betrug die Jahresproduktion über 400.000 Hektoliter, 1973 waren es über eine Million, 2008 insgesamt 3,9 Millionen Hektoliter.
1975 ging die Unternehmensführung an die sechste Familiengeneration über. Ende der 1980er Jahre übernahm man die Schultheis-Brauerei in Weißenthurm und die dazugehörende Coblenzer Closterbrauerei in Koblenz-Metternich. Beide Betriebe wurden noch einige Zeit weitergeführt und dann aufgegeben. Einzig die Marke Kandi-Malz der Schultheis-Brauerei hat bis heute überlebt. 1990 wurde eine eigene Versuchsbrauerei gegründet, die bis heute neue Anlagen und Verfahren prüft, Rohstoffe untersucht sowie Produkte entwickelt und erprobt. Diese Versuchsbrauerei ist heute als Craftwerk Brewing bekannt. Mit der Einführung neuer Sorten wie beispielsweise „Drive“ (wurde 2004 in Bitburger alkoholfrei umbenannt) und „Light“ 1992, stieg Bitburger zu einer Dachmarke auf. Die Bitburger Brauerei stellte ab diesem Zeitpunkt Deutschlands beliebteste Fassbiermarke dar.

### Neustrukturierung und Jubiläum (2000–heute)
Im Mai 2005 wurde mit der Einführung des Produktes „Bit Sun“ das Markenportfolio um die Dachmarke „Bit“ ergänzt und zusätzlich ein Radler eingeführt. 2006 wurde das Sortiment mit „Bit Passion“ erneut erweitert, 2007 folgte „Bit Copa“ ein Biermischgetränk mit dem Geschmack von Limetten und Cachaça. Daneben wird das Malz-Erfrischungsgetränk „Kandi Malz“ produziert. 2010 folgte mit „Bitburger Cola“ sowie „Bitburger Radler“ weitere Biermischgetränke. Beide sind die einzigen (Stand 2017) Mischgetränke, die im Sortiment verblieben. Drei Jahre später gab es die zweite Neuauflage der alkoholfreien Linie sowie zwei weitere alkoholfreie Produkte. Weiter ausgebaut wurde die alkoholfreie Produktpalette durch die Einführung von „Bitburger Fassbrause“.
2017 war das 200-jährige Firmenjubiläum. Aus diesem Anlass wurde das limitierte Jubiläumsbier „Bitburger 1817“ verkauft.
Die Brauerei ist in Bitburg an den Standorten Bitburg-Nord (ehem. Braustätte, heute Verwaltung) und Bitburg-Süd (Braustätte) mit insgesamt etwa 232.000 m² Fläche, sowie fünf eigenen Brunnen mit einer Tiefe bis zu 300 Metern und einer Gesamtkapazität bis zu 800 m³ pro Stunde tätig. Insgesamt verzeichnet die Brauerei einen Gesamtausstoß von rund vier Millionen Hektolitern Bier. Es gibt etwa 900 Vertretungen in Deutschland und dem Ausland. Bitburger wird heute in 60 Ländern vertrieben und in rund 50.000 gastronomischen Betrieben verkauft. Hauptexportregionen sind Italien, Spanien, das Vereinigte Königreich, Kanada und die USA.

## Produkte

### Aktuelle Brauerei-Produkte
- Bitburger Premium Pils
- Eifelbräu Helles Landbier
- Bitburger Helles Lagerbier Glutenfrei
- Bitburger Leichtes
- Bitburger Radler naturtrüb
- Bitburger Radler
- Bitburger Cola
- Bitburger 0,0 % Pils Alkoholfrei
- Bitburger 0,0 % Grapefruit Alkoholfrei
- Bitburger 0,0 % Radler Alkoholfrei
- Bitburger 0,0 % Radler naturtrüb Alkoholfrei
- Bitburger 0,0 % Herb Pils Alkoholfrei
- Bitburger Fassbrause naturtrüb Orange
- Bitburger Fassbrause naturtrüb Zitrone
- Bitburger Winterbock
- Bitburger Maibock
- Bitburger Grünhopfenbier
- Kandi Malz

| Bierausstoß der Bitburger Brauerei in hl | Bierausstoß der Bitburger Brauerei in hl | Bierausstoß der Bitburger Brauerei in hl | Bierausstoß der Bitburger Brauerei in hl | Bierausstoß der Bitburger Brauerei in hl |
| ---------------------------------------- | ---------------------------------------- | ---------------------------------------- | ---------------------------------------- | ---------------------------------------- |
|                                          |                                          |                                          |                                          |                                          |
| 1998                                     | 1998                                     |                                          | 3.950.000                                | 3.950.000                                |
| 2006                                     | 2006                                     |                                          | 4.160.000                                | 4.160.000                                |
| 2009                                     | 2009                                     |                                          | 3.850.000                                | 3.850.000                                |
| 2011                                     | 2011                                     |                                          | 4.030.000                                | 4.030.000                                |
| 2013                                     | 2013                                     |                                          | 3.680.000                                | 3.680.000                                |
| 2015                                     | 2015                                     |                                          | 3.840.000                                | 3.840.000                                |
| 2016                                     | 2016                                     |                                          | 3.810.000                                | 3.810.000                                |
| 2017                                     | 2017                                     |                                          | 3.700.000                                | 3.700.000                                |
|                                          |                                          |                                          |                                          |                                          |

### Frühere Produkte
- Münchener Bock
- Helles Simonbräu (1890–1???)
- Dunkles Simonbräu (1890–1???)
- Bitburger Simonbräu hell Export
- Original-Simonbräu-Deutsch-Pilsener
- Brause-Limonade mit Himbeer-Geschmack (1918–19??)
- Brause-Limonade mit Citronen-Geschmack (1918–19??)
- Bitburger Simonbräu Pilsener (1909–19??)
- Simonbräu Pilsener (Export)
- Bitburger Pilsener (30er Jahre)
- Bitburger-Bavaria Münchener (1931–19??) (Schließung Bavaria Brauerei, Zangerle, Bitburg: 1942)
- Schwarzer Hahn (1949–19??)
- Bitburger Pils
- Spezial-Export (1951–19??)
- Bio-Bit Malzbier (1952–19??) (Hersteller: Casparybräu Trier, Schließung 1978 + Löwenbräu Trier, Schließung 1997)
- Bio-Bit Malztrunk (Hersteller: Löwenbräu Trier, Schließung 1997 + Brauerei Berners, Vallendar, Schließung 1990)
- Beda-Bock (1955–19??)
- Ex Spezial-Export
- Simonbräu Export (19??–1971)
- Bitburger Light (1992–2019)
- Bitburger Drive Alkoholfrei (1992–2004)
- Bitburger Alkoholfrei (2004–2007)
- Bitburger Alkoholfrei 0,0% (2007–2013)
- Bitburger Radler Alkoholfrei (2011–2013)
- Bitburger 0,0% Apfel Alkoholfrei (2013–2015)
- Bitburger Fassbrause Zitrone (2013–2021)
- Bitburger Fassbrause Rhabarber (2013–2021)
- Bitburger Fassbrause Waldmeister (2014–2021)
- Bitburger Fassbrause Apfel (2015–20??)
- Bitburger Premium Kellerbier (2018–2022)
- Bit Sun (2005–2013)
- Bit Passion (2006–2013)
- Bit Copa (2007–2013)
- Bit Cola Libre (2008–2013)
- Malvit Zitrone-Limette (2014–20??)
- Bitburger Apfel Cider (2021–2022)
- Bitburger Apfel Cola Cider (2021–2022)
- Eifelbräu Landbier (2021–2023)

### Limitierte Biersorten
- Bitburger 1817 Jubiläumsbier (2017)
- Sierra Nevada Oktoberfest 2019 (in Zusammenarbeit mit Bitburger Brauerei) (2019)
- Triple Hop`d Lager (in Zusammenarbeit mit Sierra Nevada, USA) (2020)
- Deschutes Chasin`Freshies Fresh Hop IPA (in Zusammenarbeit mit Bitburger Brauerei) (2021)
- Bitburger Dry Hop`d Zwickl (in Zusammenarbeit mit Deschutes, USA) (2022)
- Bitburger Nordic Gold – Premium Lager (2022)

### Exclusive Biersorten (Unverkäufliche Sorten)
- Bitburger Haustrunk
- Weihnachts-Bock 1996 (1996)
- Axels Extra – Jubiläumsbier (1997)
- Bitburger Weihnachtsbock (1997)
- Bitburger X-mas Pils (1998)
- Bitburger Weizen – 2000 – (2000)
- Bitburger Weihnachtsbock 2001 (2001)
- Bitburger Weihnachtsbock 2002 (2002)
- Axels Weizen – 60 Jahre Axel Simon (2003)
- Bitburger Pils Sondersud – 60 Jahre Dr. Axel Simon (2003)
- Dr. Simonbräu (2006)
- Dr. Dietzsch`s Premium Geburtstagspils (2010)
- Bitburger Selection Jahrgangsbräu 2012
- Bitburger Selection Jahrgangsbräu 2013
- Bitburger Selection Jahrgangsbräu 2016
- Bitburger Space Bit (2022)

## Vermarktung und Sponsoring
Die Bitburger Brauerei (bzw. die Braugruppe) investiert aktiv in Werbemaßnahmen. Im Jahr 2017 kannten laut Statista bei einer Umfrage 89 Prozent einer zufällig ausgewählten Befragten-Gruppe die Biermarke Bitburger.
Bereits früh war die Bitburger Brauerei im Motorsport präsent: Schon 1927 war man ein Werbepartner bei der Eröffnung des Nürburgrings. 1984 wurde der modernisierte Grand-Prix-Kurs eröffnet – ein Streckenabschnitt erhielt dabei den Namen „Bit-Kurve“. Ab 1991 wurde Bitburger ein Seriensponsor der deutschen Tourenwagen-Meisterschaft und unterstützte dabei die Formel 3. 1994 wurde Bitburger Werbepartner des Formel-1-Teams Benetton-Renault. Noch heute ist die Brauerei im Motorsport präsent und seit 2014 erneut offizieller Partner des Nürburgrings und seit 2015 Partner des Hockenheimrings.
Aktuell ist die Brauerei Sponsor von Fußball-Vereinen wie beispielsweise Bayer 04 Leverkusen, dem 1. FC Köln, dem 1. FSV Mainz 05, Alemannia Aachen oder der TSG Hoffenheim. Von 1992 bis 2018 war die Brauerei zudem offizieller Partner der deutschen Fußballnationalmannschaft.
Seit 2016 ist Bitburger mit der Marke Bitburger 0,0 % Titelsponsor der Triathlon-Bundesliga, die unter dem Namen 1. Bitburger 0,0 % Triathlon-Bundesliga veranstaltet wird.
Die Bitburger Brauerei ist ebenfalls im regionalen Sport verankert und unterstützt mehrere lokale Vereine und Sportveranstaltungen.

## Gesellschaftliches Engagement

### Dr.-Hanns-Simon-Stiftung
Anlässlich des Geburtstages von Hanns Simon wurde 1968 eine Stiftung gegründet. Diese eröffnete 1976 in Bitburg das Haus Beda. Im hauseigenen Museum findet sich heute die größte existierende Sammlung des Eifelmalers Fritz von Wille, welche zudem um weitere temporäre Ausstellungen und Konzerte ergänzt wird. Das Haus Beda unterhält weiterhin ein Archiv, einen Musiksaal und einen Festsaal. Darüber hinaus ist die Dr.-Hanns-Simon-Stiftung ein Träger der Bitburger Stadt-Bibliothek.

### Kulturelle Förderung
Bitburger unterstützt neben dem Theater Trier auch das Mosel Musikfestival, bei dem seit 1985 jährlich auf rund 150 Moselkilometern Musiker vor Publikum auftreten. Die Bitburger Brauerei ist zudem Partner verschiedener Bands: So unterstützt Bitburger neben der deutschen Rockband Emil Bulls auch Annisokay, Grizzly und Tenside.
Bitburger war zudem Sponsoren-Partner für die Neuverfilmung von Das Boot – ein Film-Projekt das gemeinsam mit Sky Deutschland umgesetzt wurde.

## Auszeichnungen (Auszug)
- 2015: Focus Arbeitgeber Award[58]
- 2009: Corporate Citizenship-Preis (vergeben vom Bundesland Rheinland-Pfalz)[59]
- 1997: Auszeichnung als „Umweltfreundlicher Betrieb“ (vergeben vom Bundesland Rheinland-Pfalz)[60]
- 1987: Gold-Effie in der Kategorie „Food“ (vergeben vom Gesamtverband der werbetreibenden Agenturen)[61]
- 1937: Goldene Medaille (im Rahmen der Weltfachausstellung in Paris)[3]